# Кастальская, Марина Александровна
Кастальская Марина Александровна (родилась в 1948 году в Москве) — российская художница, работает в области печатной, станковой и монументальной графики.

## Биография
Марина Кастальская родилась в 1948 году в Москве. С 1966 по 1972 год училась в Московском полиграфическом институте. С 1975 года — член союза художников СССР.

## Публичные коллекции
- Государственный музей изобразительных искусств им. А. С. Пушкина, Москва
- Государственная Третьяковская галерея, Москва
- Государственный Русский музей, Санкт-Петербург
- Калининградская областная картинная галерея, Калининград
- Красноярский художественный музей им. В. И. Сурикова, Красноярск
- Московский музей современного искусства, Москва
- Галерея М’АРС, Москва
- Галерея А3, Москва
- Новосибирский государственный художественный музей, Новосибирск
- Государственный литературно-мемориальный музей Анны Ахматовой в Фонтанном доме, Санкт-Петербург
- Томский областной художественный музей, Томск
- Государственный музей искусств Каракалпакии, Нукус, Узбекистан
- Государственная картинная галерея Грузии, Тбилиси, Грузия
- Белгородский государственный художественный музей

## Персональные выставки
- 2014 — «Любовь к геометрии» Архивная копия от 8 декабря 2015 на Wayback Machine, Агентство. Art Ru, Москва
- 2010 — «Короба», pop/off/art, Москва
- 2008 — «Между Небом и Землей», Центр современного искусства М’АРС, Москва
- 2003 — галерея «Чернов», Новосибирск
- 2000 — галерея «LeVall», Новосибирск
- 1999 — Новосибирская картинная галерея, Новосибирск (в рамках фестиваля «Арт Новосибирск»)
- 1999 — галерея «М’АРС», Москва
- 1999 — «День рождения — 2000», «Галерея А3», Москва
- 1988 — «Востокозапад», ЦДХ, Москва (совместно с Л. Пелихом)

## Групповые выставки
- 2024 -- «Гугун. Снятие печатей. Современное искусство КНР из коллекции Александра Чистякова», Московский музей современного искусства, Москва[2]
- 2007—2008 — «Ангеломигранты», Культурно-просветительский центр «Булгаковский Дом», Москва
- 2007 — «Новый ангеларий», Московский музей современного искусства, Москва
- 2007 — «Приключение чёрного квадрата», Государственный Русский музей, Санкт-Петербург
- 2005 — «Чистейшая абстракция — 05», галерея pop/off/art, Москва
- 2005 — «Коллаж в России XX век», Государственный Русский музей, Санкт-Петербург
- 2005 — «Классики и современники», галерея pop/off/art, Москва
- 2005 — «Картина № 1», «Галерея А3», Москва
- 2004 — 2-я Томская Триеннале «Рисунок России», Томск
- 2003 — Международная художественная ярмарка «Арт Москва», ЦДХ, Москва
- 2003 — Выставка к 70-летию МОСХ’а, Манеж, Москва
- 2003 — «Объекты и вещи», Всероссийский музей декоративно-прикладного и народного искусства, Москва
- 2003 — «Московская абстракция. Вторая половина XX века», Государственная Третьяковская галерея, Москва
- 2003 — Выставка в рамках фестиваля искусств «Московская абстракция. 2-я половина XX века», Москва, Государственный выставочный зал «На Солянке» (Е.Гор, К.Александров, В.Умнов, М.Кастальская)
- 2002 — 3-я Международная Биеннале современной графики, Новосибирск
- 2002 — «Контрэволюция», Всероссийский музей декоративно-прикладного и народного искусства, Москва
- 2001 — Московский международный онлайн фестиваль «ARTFOR-FOCOM 2001», «Галерея А-3», Москва
- 2001 — 2-я Международная биеннале современной графики, Новосибирск (Гранпри)
- 2001—2002 — «Абстракция в России. XX век», Государственный Русский музей, Санкт-Петербург
- 2001 — 1-я Томская Триеннале «Рисунок России», Томск
- 2001 — «Художники круга ДИ», Академия Художеств, Москва
- 2001 — «Метаморфозы бумаги», Государственный музей изобразительных искусств им. А. С. Пушкина, Москва
- 2001 — «Внутренняя Азия», Бишкек — Алматы — Санкт-Петербург — Новосибирск -Москва
- 2001 — «Арт Москва», ЦДХ, Москва
- 1999 — 1-я Международная биеннале современной графики, Новосибирск (диплом)
- 1999 — «Художники книги — 200-летию А. С. Пушкина», Москва
- 1999 — «100 лет московского эстампа», Выставочный зал «Новый Манеж», Москва
- 1998 — «Московский Арт-Салон», Центральный Выставочный Зал «Манеж», Москва
- 1997- «Московский Арт-Салон», Центральный Выставочный Зал «Манеж», Москва
- 1994 — «Новый взгляд», Дом Художника, Москва
- 1992 — «Коллекция российской графики», ЦДХ, Москва
- 1990 — «Каллиграфия СССР-США», ЦДХ, Москва — Нью-Йорк, Сан-Франциско, США
- 1990—1991 — «Открытая дверь. Выставка печатной графики московских и гринвичских художников», галерея «Woodlands Art Gallery», Лондон — «Orleans House Gallery», Твикенхем — Riverside Room, Old Town Hall, Ричмонд, Великобритания
- 1989 — «НТР», Дом художника, Москва
- 1989 — «К 100-летию Анны Ахматовой», Москва — Париж
- 1988 — «Объединение № 1», выставка первого творческого объединения МОСХ, выставочный зал «На Каширке», Москва
- 1985 — выставка московских художников, дом Художника, Москва
- 1984 — групповая выставка московских художников, выставочный зал МОСХ, Москва

## Статьи
1. В.Пацюков. Феномен аналитической оптики как новой инструментальной визуальности. ЦСИ М'АРС.
2. Крест и чаша. Монументальная графика Марины Кастальской Архивная копия от 4 марта 2016 на Wayback Machine.Artterritory.com
3. Филипп Плещунов. Все, что мне необходимо, находиться у меня под ногами.Gogol.ru
4. Мамонов. Б. Форма и текст. Религиозные мотивы в творчестве Марины Кастальской Архивная копия от 4 марта 2016 на Wayback Machine. Истина и жизнь.
5. Мамонов. Б. Быть найденным вовремя. Архивная копия от 4 марта 2016 на Wayback MachineХудожественный журнал 71/72
6. Алина Денисова. Монументальная геометрия Марины Кастальской Архивная копия от 10 июня 2017 на Wayback Machine. Eclectic
7. В «Агентстве. Art Ru» покажут картины Марины Кастальской Архивная копия от 5 марта 2016 на Wayback Machine. Российская газета
8. В Москве открылась выставка Марины Кастальской «Любовь к геометрии» Архивная копия от 4 марта 2016 на Wayback Machine. ИА Regnum